# Facultad de Derecho (Universidad de la República)
La Facultad de Derecho es una de las catorce facultades que integran la Universidad de la República, se sitúa sobre la avenida 18 de Julio, en pleno centro de Montevideo. El edificio que albera a la facultad y donde se dictan la mayoría de cursos de la carrera, también es la casa mayor de la Universidad.
En ella se dictan cinco carreras de grado (Abogacía, Notariado, Licenciatura en Relaciones Internacionales, Licenciatura en Relaciones Laborales y Traductorado Público). Cuenta con 14.065 estudiantes matriculados, según el VII Censo de Estudiantes Universitarios de la República, 2012. La matrícula representa el 18,3% del total de matriculados de la Universidad de la República.

## Historia
Por iniciativa del rector Claudio Williman se encomendó a los arquitectos Juan M. Aubriot y Silvio Geranio el diseño del edificio actual, de estilo renacentista. El mismo, que originalmente alojó también a otras facultades, comienza a construirse el 18 de julio de 1906, con la colocación de la piedra fundamental, durante el rectorado del Dr. Eduardo Acevedo Vásquez. El edificio se inauguró el 22 de enero de 1911, tras la culminación del mandato presidencial del Dr. Claudio Williman, quien ejerciendo como rector fue el impulsor de su construcción.
En 2012 la Facultad de Derecho cumple 174 años de su creación, como legítima sucesora de la Academia Teórico-Práctica de Jurisprudencia, fundada el 11 de junio de 1838. Sus orígenes son aún más remotos, ya que la Cátedra de Jurisprudencia había sido erigida exactamente cinco años antes, en los albores de la República. Su establecimiento definitivo se dio en 1849, junto con el de la Universidad.
La Universidad de la República toma como fecha fundacional el 18 de julio de 1849, celebrándole en 2009 sus 160 años y por ende también se celebraron los 160 años de la instalación definitiva de la Facultad de Derecho.
De sus aulas han egresado legisladores, presidentes, líderes políticos y sociales, periodistas y otras personalidades relevantes.

La Facultad ha cumplido a lo largo de su historia un rol de garante del ordenamiento jurídico en un entorno cambiante fuertemente caracterizado por requerimientos cada vez más exigentes en los que ha sabido posicionar y defender la importancia de las normas y el respeto del Derecho.

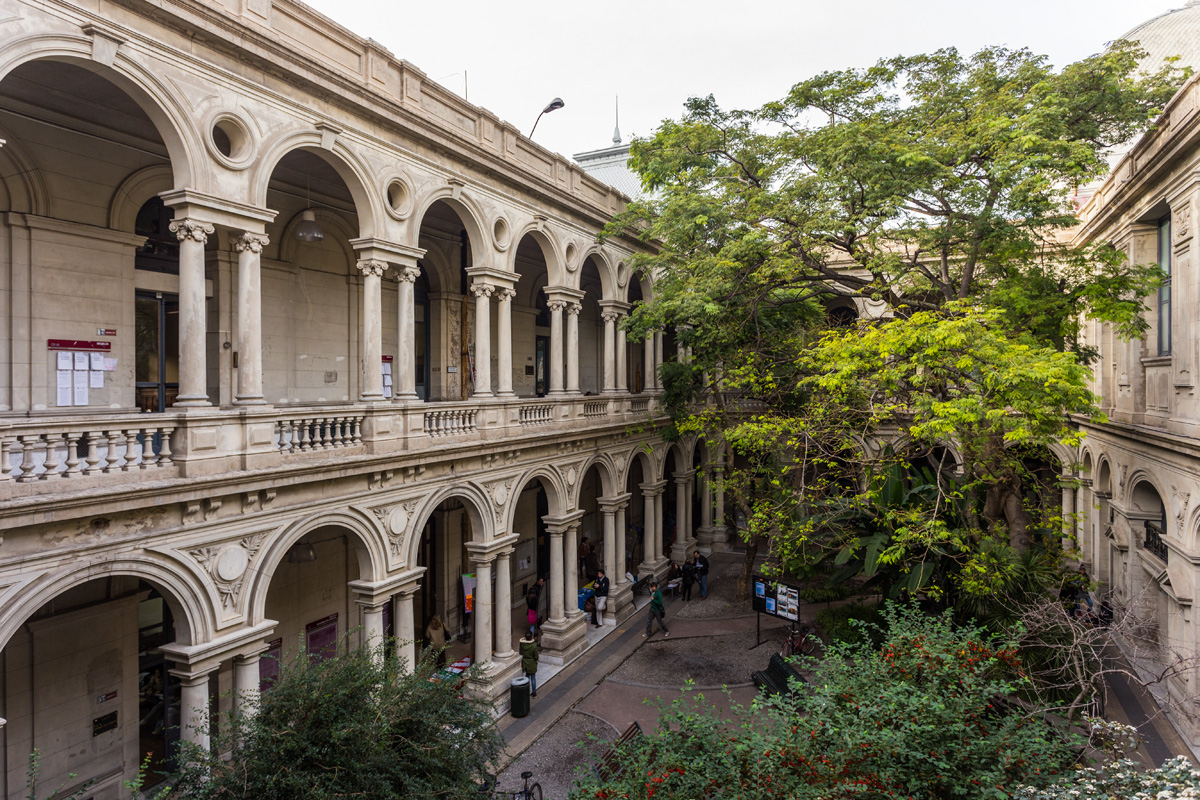
Patio interior del edificio de la facultad.

En su edificio principal, que comparte con la Universidad y constituye uno de los íconos arquitectónicos de Montevideo, en su anexo de la calle Colonia y en sus instalaciones de la Regional Norte en Salto, estudian más de seis mil alumnos, imparten clase más de 700 docentes y trabajan más de 200 funcionarios administrativos.

## Títulos
Expide los siguientes títulos de grado: 
- Abogacía
- Notariado
- Licenciatura en Relaciones Internacionales
- Traductorado
- Licenciatura en Relaciones Laborales .

En el año 2015 el consejo de la Facultad aprueba el nuevo plan de estudios 2016 que rige desde el año lectivo siguiente. En este nuevo plan las carreras de Abogacía y Notariado tienen una duración de cinco años, la diferencia que se produce entre este plan y el plan de 1989 radica en la reducción de la duración de ambas carreras, así como también una redistribución en las materias y sus cargas horarias. Cada una de estas carreras cuenta con 450 créditos, distribuidos en 90 créditos por año.
|                                                            | (Abogacía) | (Escribanía) | (Procurador) |
| Área de formación teórica, socio-jurídica, y metodológica  | 20 %       | 20 %         | 11 %         |
| Áreas de la Dogmática Jurídica (público, privado y social) | 67,5 %     | 55%          | 89 %         |
| Área de Práctica profesional                               | 12,5 %     | 25 %         | 0 %          |

Las licenciaturas de Relaciones Internacionales y Relaciones Laborales constan de una duración de cuatro años cada una con los planes vigentes del año 2013 y 2012 respectivamente. En la carrera de RR.LL. es necesario acumular 320 créditos para la obtención del título o un total de 200 créditos para obtener el título de Técnico asesor en Relaciones Laborales. La carrera de Traductorado fue introducida en el año 1987 con una duración de cuatro años sin embargo a ella se ingresa previo examen y con conocimiento sobre idioma extranjero, dictándose los siguientes idiomas: alemán, francés, inglés, italiano y portugués
La Facultad de derecho cuenta con una serie de carreras en posgrados en diversas áreas jurídicas
- Doctorado en Derecho
- Especialización en Derecho Financiero con énfasis en Derecho Tributario
- Especialización en Derecho Procesal
- Especialización y Maestría en Derecho Comercial
- Especialización y Maestría en Derecho de Daños
- Especialización y Maestría en Derecho del Trabajo y la Seguridad Social
- Maestría en Relaciones Internacionales
- Maestría y Especialización en Derecho Administrativo y Gestión Pública
- Maestría y Especialización en Derecho Internacional Público
- Maestrías compartidas con otras Facultades (Maestría en Derechos de la Infancia y Políticas Públicas

Se dicta en la Facultad de Psicología en conjunto con las Facultades de Ciencias Sociales, Medicina y Psicología y Maestría en Manejo Costero Integrado
Se dicta en la Facultad de Ingeniería con las Facultades de Ciencias Sociales, Arquitectura, Ciencias e Ingeniería).

## Estudiantes
| 1960 | 1968 | 1974 | 1988   | 1999   | 2007   | 2012   |
| ---- | ---- | ---- | ------ | ------ | ------ | ------ |
| 4415 | 4940 | 7308 | 14.380 | 13.791 | 14.296 | 14.065 |

Los estudiantes matriculados, según el VII Censo de Estudiantes Universitarios de la República de 2012, estaban distribuidos de la siguiente manera: 9.017 en Escribano Público, 9.505 en doctor en Derecho y Ciencias Sociales, 2598 en la Licenciatura en Relaciones Internacionales, 1.197 en la Licenciatura en Relaciones Laborales, 209 en Traductor Público y 1.475 en la Tecnicatura en Relaciones Laborales.

## Biblioteca

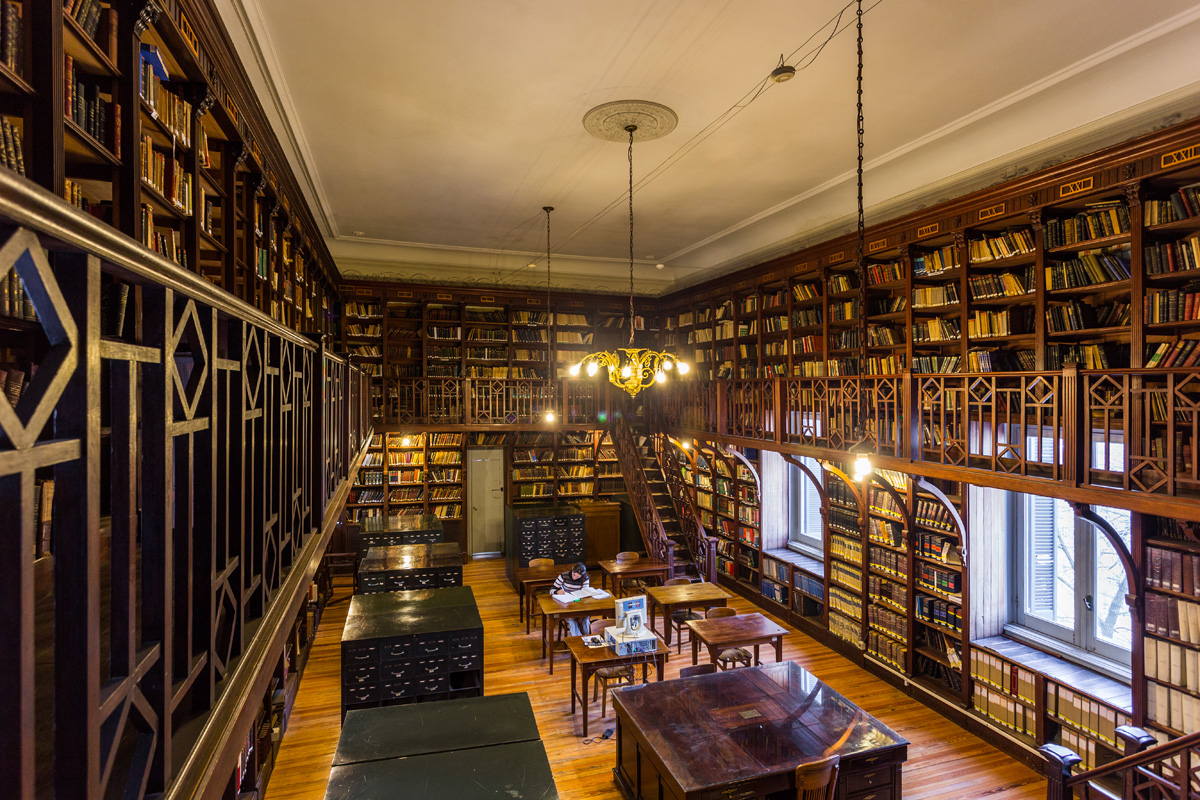
Biblioteca de la Facultad de Derecho.

Fundada con la Universidad de la República, 1949, atesora documentos de valor histórico y cultural, nacional e internacional, fuentes naturales de investigación para estudiantes, docentes, investigadores y egresados, en diversas áreas del saber humano. El horario de consulta en la sala de lectura es de lunes a viernes de 8:30 a 19:30 horas. Cuenta con miles de libros, artículos de libros y artículos de revistas (nacionales y extranjeros), Nacionales Referenciales Nacionales a Texto Completo, Extranjeros a Texto Completo, Obras de Referencia como Códigos, Constituciones, Registro de Leyes y Decretos y Diccionarios. Ofrece acceso en línea a recursos Referenciales nacionales y extranjeros y a texto completo nacionales y extranjeros

## Institutos
La Facultad divide sus distintas áreas de trabajo en Institutos que están dirigidos por referentes en las respectivas materias. 
Según el Reglamento de Institutos de la Facultad de Derecho, los mismos tienen como finalidad la actividad científica, la docencia, la investigación y la divulgación en el área respectiva.
Los institutos llevan a cabo la planificación de los cursos de las carreras correspondientes a las materias que los integren; planificación de cursos, jornadas, seminarios, conferencias, etc.; planificación de cursos de posgrados; formación de docentes de las asignaturas que los comprenden; proponer los programas de sus materias, así como sus modificaciones; asesorar a las autoridades de la Facultad y de la Universidad en cuanto ello fuera necesario; así como también (previa autorización del Consejo o el Decano), asesorar a autoridades que integren otros órganos públicos e instituciones privadas con finalidades de alto interés social.

## Gobierno
La Facultad de Derecho, al igual que todas las facultades pertenecientes a la órbita de la Universidad de la República, está gobernada por tres órganos: el Decano, el Consejo de Facultad y la Asamblea del Claustro. 

### Decano
El Decano es designado por la Asamblea del Claustro. 
En 2002 se nombra como decano al profesor Alejandro Abal Oliú.
El mandato del Decano dura cuatro años y puede renovarse por una única vez de forma consecutiva.

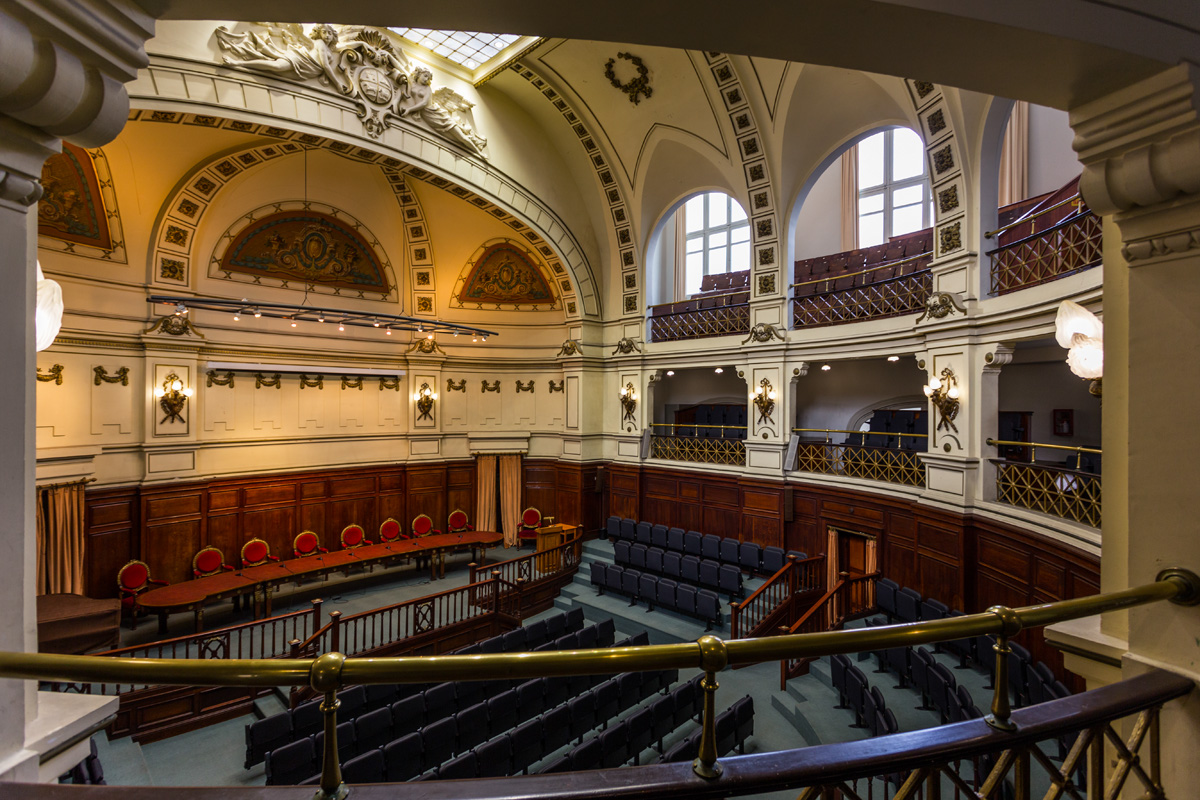
Paraninfo de la Universidad

La fue decana Dora Bagdassarián; electa en 2006 y reelecta en 2010 hasta 2014. Su decano desde 2014 a 2017 fue Gonzalo Uriarte Audi, profesor Grado 5 de Técnica Forense y Grado 4 de Derecho Procesal quien fallece en el 2017 sin poder terminar su gestión sucedido por Juan Andrés Ramírez quien ejerció el decanato desde fines del 2017 hasta octubre de 2018 , cuando es electa decana la Dra.Cristina Mangarelli profesora titular Grado 5 de Derecho Laboral y directora del Instituto de Derecho del Trabajo y de la Seguridad Social. 
Actualmente el Decano es el Dr. Gonzalo Lorenzo Idiarte.

#### Competencia
El Decano tiene la administración de la Facultad de Derecho en cuanto a la presidencia y representación del Consejo de Facultad; la autorización de los gastos que correspondan; las sanciones al personal de la Facultad, la adopción de resoluciones de carácter urgente que sean necesarias; la expedición, junto con la firma del Rector, de los títulos de grado y posgrado emitidos por la Facultad.

Asistentes Académicos
Los Asistentes Académicos son cargos de confianza designados por el Consejo, a propuesta del Decano. La duración será por períodos renovables de un año, pero en todo caso cesarán al cesar en sus funciones el Decano que los hubiere propuesto al respectivo Consejo. Podrán ser redesignados en las mismas condiciones. Podrán ser cesados antes del término de su mandato por el Consejo que los designó, por mayoría de 2/3 de votos del total de componentes del cuerpo.

Actualmente los Asistentes Académicos designados son: Lic. Gerard Costa, Lic. Enzo Frissa, Dra. Valeria da Trindade, Dra. Lourdes Pereyra, Dr. Jesús Viera, Dr. Alejandro Borche, Dr. Santiago Núñez.

### Consejo de la Facultad
El Consejo de la Facultad está compuesto por:
- El decano.
- Cinco docentes electos, representando al Orden docente.
- Tres egresados electos, representando al Orden de egresados.
- Tres estudiantes electos, representando al Orden estudiantil.

Los representantes de cada orden (docente, estudiantil y egresados) resultan de las elecciones universitarias, puestas bajo el funcionamiento y contralor de la Corte Electoral (Uruguay) y que se realizan cada cuatro años. Dichas elecciones son obligatorias, tanto para los estudiantes, como para los egresados y docentes, y cada ocual (dependiendo su categoría) vota a los candidatos del orden al que pertenece. 
Los miembros de los Consejos duran cuatro años en el ejercicio de sus cargos y pueden renovar su mandato una sola vez de forma consecutiva.
El Consejo es convocado por iniciativa del Decano o a pedido de una cuarta parte del total de sus miembros.

#### Competencias
El Consejo de Facultad tiene la competencia de dirigir y administrar la Facultad mediante el dictado de los reglamentos necesarios y los planes de estudios; la designación de todo el personal docente; la expedición de propuestas de destitución de su personal docente y no docente ante el Consejo Directivo Central; la proposición de remoción del Decano; la proyección del presupuesto de Facultad; la autorización de gastos; etc.

### Asamblea del Claustro
La Asamblea del Claustro de Facultad de Derecho está integrada por:
- Quince docentes
- Diez egresados
- Diez estudiantes

El sistema de elección es el mismo que para la elección de los miembros del Consejo. Es decir, mediante elección libre, secreta y obligatoria, por parte de todos los estudiantes, egresados y docentes de la Facultad de Derecho.
Los miembros de la Asamblea del Claustro duran dos años en el ejercicio de sus cargos y pueden ser reelectos. 
La Asamblea del Claustro puede ser convocada por el Consejo de Facultad, por el Decano o por su Mesa Directiva, a pedido de una tercera parte de sus miembros.

#### Competencias
La Asamblea del Claustro es el órgano elector y de asesoramiento de los demás órganos de la Facultad. Puede tener iniciativa en materia de planes de estudio de las carreras dictadas en la Facultad.